# Брзо клизање на Зимским олимпијским играма 2018.
Такмичења у брзом клизању на Зимским олимпијским играма 2018. у Пјонгчангу одржаће се између 10. и 24. фебруара 2018. у дворани Кангнеунг овал. Такмичење се одвија у мушкој и женској конкуренцији, а први пут на програму је нова дисциплина масовни старт.

## Сатница
Распоред и сатница такмичења:
| Датум       | Време | Дисциплина                      |
| ----------- | ----- | ------------------------------- |
| 10. фебруар | 20:00 | 3000 м жене                     |
| 11. фебруар | 16:00 | 5000 м мушкарци                 |
| 12. фебруар | 21:30 | 1500 м жене                     |
| 13. фебруар | 20:00 | 1500 м мушкарци                 |
| 14. фебруар | 19:00 | 1000 м жене                     |
| 15. фебруар | 20:00 | 10000 м мушкарци                |
| 16. фебруар | 20:00 | 5000 м жене                     |
| 18. фебруар | 20:00 | Мушкарци потера – квалификације |
| 18. фебруар | 20:00 | 500 м жене                      |
| 19. фебруар | 20:00 | Жене потера – квалификације     |
| 19. фебруар | 20:00 | 500 м мушкарци                  |
| 21. фебруар | 20:00 | Мушкарци потера – финале        |
| 21. фебруар | 20:00 | Жене потера – финале            |
| 23. фебруар | 19:00 | 1000 м мушкарци                 |
| 24. фебруар | 20:00 | Масовни старт мушкарци          |
| 24. фебруар | 20:00 | Масовни старт жене              |

Напомена: комплетна сатница је по локалном времену (УТЦ+9)

## Учесници
Двадесет девет држава квалификовале су се за учешће у брзом клизању што је највећи број до сада. Колумбија учествује први пут. 

## Освајачи медаља

### Мушкарци
| Дисциплина    | Злато                                                                           | Злато       | Сребро                                               | Сребро   | Бронза                                                              | Бронза   |
| 500 метара    | Ховар Холмефјор Лоренцен · Норвешка                                             | 34.41 ОР    | Ча Мин-Гју · Јужна Кореја                            | 34.42    | Гао Тингју · Кина                                                   | 34.65    |
| 1000 метара   | Кјелд Нојс · Холандија                                                          | 1:07.95     | Ховар Холмефјор Лоренцен · Норвешка                  | 1:07.99  | Ким Те-Јун · Јужна Кореја                                           | 1:08.22  |
| 1500 метара   | Кјелд Нојс · Холандија                                                          | 1:44.01     | Патрик Руст · Холандија                              | 1:44.86  | Ким Мин-Сок · Јужна Кореја                                          | 1:44.93  |
| 5000 метара   | Свен Крамер · Холандија                                                         | 6.09.76 ОР  | Тед-Јан Блумен · Канада                              | 6.11.616 | Свере Лунде Педерсен · Норвешка                                     | 6.11.618 |
| 10000 метара  | Тед-Јан Блумен · Канада                                                         | 12:39.77 ОР | Јорит Бергсма · Холандија                            | 12:41.98 | Никола Тумолеро · Италија                                           | 12:54.32 |
| Масовни старт | Ли Син-Хун · Јужна Кореја                                                       | 60          | Барт Свингс · Белгија                                | 40       | Кун Вервеј · Холандија                                              | 20       |
| Потера        | Норвешка · Ховард Беко · Симен Нилсен · Свере Лунде Педерсен · Синдре Хенриксен | 3:37.32     | Јужна Кореја · Ли Син-Хун · Чон Џе-Вон · Ким Мин-Сок | 3:38.52  | Холандија · Патрик Руст · Јан Блокхојсен · Свен Крамер · Кун Вервеј | 3:38.40  |

### Жене
| Дисциплина    | Злато                                                         | Злато      | Сребро                                                                   | Сребро  | Бронза                                                                                     | Бронза  |
| 500 метара    | Нао Кодајра · Јапан                                           | 36.94ОР    | Ли Санг-Хва · Јужна Кореја                                               | 37.33   | Каролина Ербанова · Чешка                                                                  | 37.34   |
| 1000 метара   | Јорин Тер Морс · Холандија                                    | 1:13.56 ОР | Нао Кодајра · Јапан                                                      | 1:13.82 | Михо Такаги · Јапан                                                                        | 1:13.98 |
| 1500 метара   | Ирен Вист · Холандија                                         | 1:54.35    | Михо Такаги · Јапан                                                      | 1:54.55 | Марит Ленстра · Холандија                                                                  | 1:55.26 |
| 3000 метара   | Карлејн Ахтеректе · Холандија                                 | 3:59.21    | Ирен Вист · Холандија                                                    | 3:59.29 | Антоинете де Јонг · Холандија                                                              | 4:00.02 |
| 5000 метара   | Есме Висер · Холандија                                        | 6:50.23    | Мартина Сабликова · Чешка                                                | 6:51.85 | Наталија Вороњина ОСР                                                                      | 6:53.98 |
| Масовни старт | Нана Такаги · Јапан                                           | 60         | Ким Бо-Рим · Јужна Кореја                                                | 40      | Ирен Схаутен · Холандија                                                                   | 20      |
| Потера        | Јапан · Михо Такаги · Ајано Сато · Нана Такаги · Ајака Кикучи | 2:53.89 ОР | Холандија · Марит Ленстра · Ирен Вист · Антоинете де Јонг · Лоте ван Бек | 2:55.48 | Сједињене Америчке Државе · Хизер Бергсма · Британи Бов · Миа Манганело · Карлејн Схаутенс | 2:59.27 |

## Биланс медаља
| Поз. | Земља                          |    |    |    | Укупно |
|      |                                |    |    |    |        |
| 1.   | Холандија                      | 7  | 7  | 5  | 16     |
| 2.   | Јапан                          | 3  | 2  | 1  | 6      |
| 3.   | Норвешка                       | 2  | 1  | 1  | 4      |
| 4.   | Јужна Кореја                   | 1  | 4  | 2  | 7      |
| 5.   | Канада                         | 1  | 1  | 0  | 2      |
| 6.   | Чешка                          | 0  | 1  | 1  | 2      |
| 7.   | Белгија                        | 0  | 1  | 0  | 1      |
| 8.   | Италија                        | 0  | 0  | 1  | 1      |
| 8.   | Кина                           | 0  | 0  | 1  | 1      |
| 8.   | Олимпијски спортисти из Русије | 0  | 0  | 1  | 1      |
| 8.   | Сједињене Америчке Државе      | 0  | 0  | 1  | 1      |
|      | Укупно                         | 14 | 14 | 14 | 42     |